# Gregory Blaxland
Gregory Blaxland (Fordwich, 17 de junio de 1778 - 1 de enero de 1853) fue un granjero pionero y explorador inglés en Australia, conocido especialmente por iniciar y coliderar el primer cruce exitoso de las montañas Azules por parte de los colonos europeos.

## Primeros años

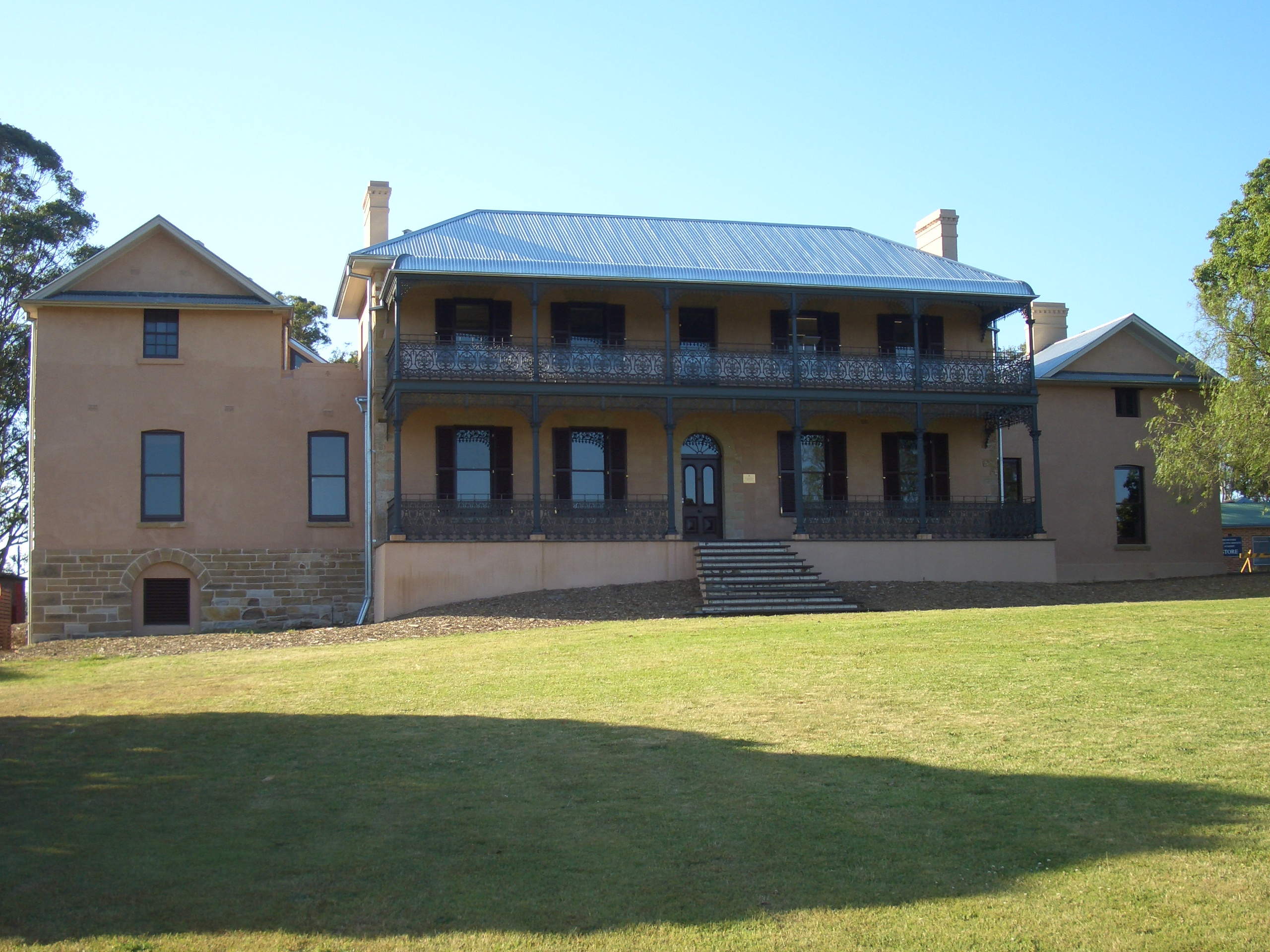
La casa granja Eastwood Brush, construida por Blaxland

Gregory Blaxland nació el 17 de junio de 1778 en Fordwich, Kent, Inglaterra, el cuarto hijo de John Blaxland, alcalde de 1767 a 1774, cuya familia había sido propietaria de fincas cercanas durante generaciones, y de Mary, hija del capitán Parker, R.N. Gregory asistió a  The King's School, Canterbury.. En julio de 1799, en la iglesia de St George the Martyr, se casó con Elizabeth, de 20 años, hija de John Spurdon; tuvieron cinco hijos y dos hijas.
Los Blaxlands eran amigos de sir Joseph Banks, quien parece haber influido fuertemente en la decisión de Gregory y de su hermano mayor,  John,, de emigrar a Australia. El gobierno les prometió tierras, sirvientes convicto y pasajes libres, de acuerdo con su política de alentar a los "«colonos de responsabilidad y capital»". Dejando a John para vender sus propiedades en Kent, Gregory navegó en el  William Pitt  el 1 de septiembre de 1805 con su esposa, los tres hijos que tenían, dos criados, un supervisor, algunas ovejas, semillas, abejas, herramientas, comestibles y ropa.
Blaxland y su familia llegaron a Sídney el 1 de abril de 1806, donde vendió muchos de los productos que llevaba con él de manera muy rentable; compró ochenta cabezas de ganado para entrar en el comercio de carne, ubicado en 810 ha de tierra en St Marys y le prometieron cuarenta sirvientes convictos. Poco después, también compró 180 ha en la Brush Farm (cerca de Eastwood) a de D'Arcy Wentworth por £ 1500, mientras que también daba muestras de algunas de sus características futuras al comenzar un litigio contra el master del William Pitt. Se le otorgó una parcela adicional de 920 ha para una granja en South Creek.

## Expedición a las montañas Azules

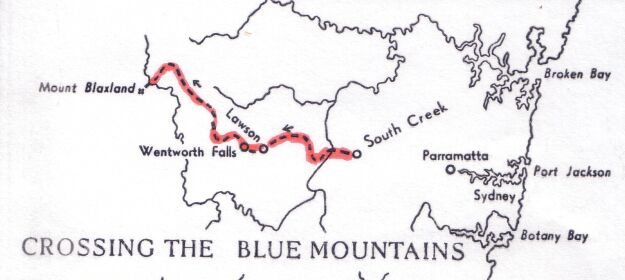
Exploración de Blaxland, Lawson y Wentworth

A principios de 1813, Blaxland, que necesitaba más tierras de pastoreo, obtuvo la aprobación del gobernador Lachlan Macquarie para intentar cruzar la Gran Cordillera Divisoria, conocida como las montañas Azules, siguiendo las crestas de las montañas, en lugar de seguir los ríos y valles. Se aseguró la participación de William Lawson y William Charles Wentworth en la expedición, que tuvo éxito (aunque la expedición realmente no llegó a cruzar las montañas, se detuvo poco antes) y permitió a los colonos acceder y utilizar la tierra al oeste de las montañas para la agricultura. La travesía les tomó 21 días y 6 días para regresar.
En febrero de 1823, Blaxland publicó su  Journal of a Tour of Discovery Across the Blue Mountains (Londres, 1823) en el que escribió:

El martes 11 de mayo de 1813, el Sr. Gregory Blaxland, el Sr. William Wentworth y el Teniente Lawson, atendidos por cuatro criados, con cinco perros y cuatro caballos cargados con provisiones, municiones y otros artículos necesarios, abandonaron la granja del Sr. Blaxland en el South Creek, con el propósito de tratar de realizar un paso sobre las Montañas Azules...
On Tuesday, May 11, 1813, Mr. Gregory Blaxland, Mr. William Wentworth, and Lieutenant Lawson, attended by four servants, with five dogs, and four horses laden with provisions, ammunition, and other necessaries, left Mr. Blaxland's farm at the South Creek, for the purpose of endeavouring to effect a passage over the Blue Mountains ...
Journal of a Tour of Discovery Across the Blue Mountains  (1820)

```
bought eighty head of cattle so as to enter the meat trade, located 
2000
 
acres (809,4
 
ha)
 of land at St Marys and was promised forty convict servants. Soon afterwards he also bought 
450
 
acres (182,1
 
ha)
 at the Brush Farm (near ) from 
D'Arcy Wentworth
 for £1500, while also displaying some of his future characteristics by commencing litigation against the master of the 
William Pitt
. A further parcel of 
2280
 
acres (922,7
 
ha)
 was granted for a farm at the
```

En reconocimiento de esa travesía exitosa, Macquarie otorgó a los tres exploradores 400 ha de tierras al oeste de las montañas.

## Otras actividades
Blaxland también destacó como uno de los primeros pobladores en plantar uvas para la elaboración del vino. Estuvo comprometido durante los años siguientes en la elaboración del vino. Había traído consigo vides del cabo de Buena Esperanza y encontró una especie resistente al tizón.
Los diarios de Blaxland muestran que tenía una idea clara de la escala en que las actividades agrícolas y pastorales serían rentables en Australia. En 1814, como muchos otros casi insolventes debido a la sequía y a la depresión, trató de persuadir al gobernador Macquarie para que sancionara un plan para la explotación del interior por parte de una gran empresa agrícola similar a la posterior Compañía Agrícola Australiana de la década de 1820. Macquarie no estuvo de acuerdo ni permitió que Blaxland fuera al interior para llevar sus propios rebaños. Blaxland tuvo luego que deshacerse de su ganado, y se unió a la oposición colonial a Macquarie, y en 1819 criticó duramente su administración al comisionado John Thomas Bigge.
Blaxland visitó Inglaterra en 1822 llevando consigo una muestra de su vino. Mientras estaba en Inglaterra, publicó en febrero de 1823 su  Journal of a Tour of Discovery Across the Blue Mountains.  Más tarde, ese mismo año, Blaxland recibió la medalla de plata de la Royal Society of Arts  por el vino que había llevado a Londres.

## Años después
Su esposa murió en diciembre de 1826. En enero de 1827, Blaxland fue elegido en una reunión pública con otros dos para presentar una petición al gobernador Darling pidiendo que se extendieran a la colonia el "Juicio por jurado" y los "Impuestos por representación" . Aún opuesto a la autoridad del gobernador, realizó otra visita a Inglaterra, recibió una petición en apoyo del juicio por jurado y alguna forma de gobierno representativo, y nuevamente llevó muestras de su vino, por lo que ganó una medalla de oro de la Royal Society of Arts en 1828.
Solicitó con éxito a la Oficina Colonial una exacción en el arancel de importación de brandy llevado a la colonia y que era «realmente utilizado en la fabricación de vino». Siempre un hombre de carácter malhumorado y mercurial, Blaxland dedicó sus actividades coloniales casi por completo a la búsqueda de sus propios intereses agrícolas y vitícolas.
Sufrió una gran pérdida personal con las tempranas y prematuras muertes, la de su segundo hijo, el hijo más joven, y de su esposa, junto con otras personas muy cercanas a él en rápida sucesión, lo que le afectó mucho. Se suicidó el 1 de enero de 1853 en Nueva Gales del Sur y fue enterrado en el cementerio de Todos los Santos en  Parramatta.
Su hijo John fue un destacado empresario. Fue nombrado miembro del Consejo Legislativo de Nueva Gales del Sur y sirvió allí desde 1863 hasta su muerte en 1884.

## Publicaciones
- A Journal of a Tour of Discovery Across the Blue Mountains[4] (1823) [ Un diario de una gira de descubrimiento a través de las montañas Azules]
- Wine from New South Wales (1828) [Vino de Nueva Gales del Sur]

## Reconocimientos

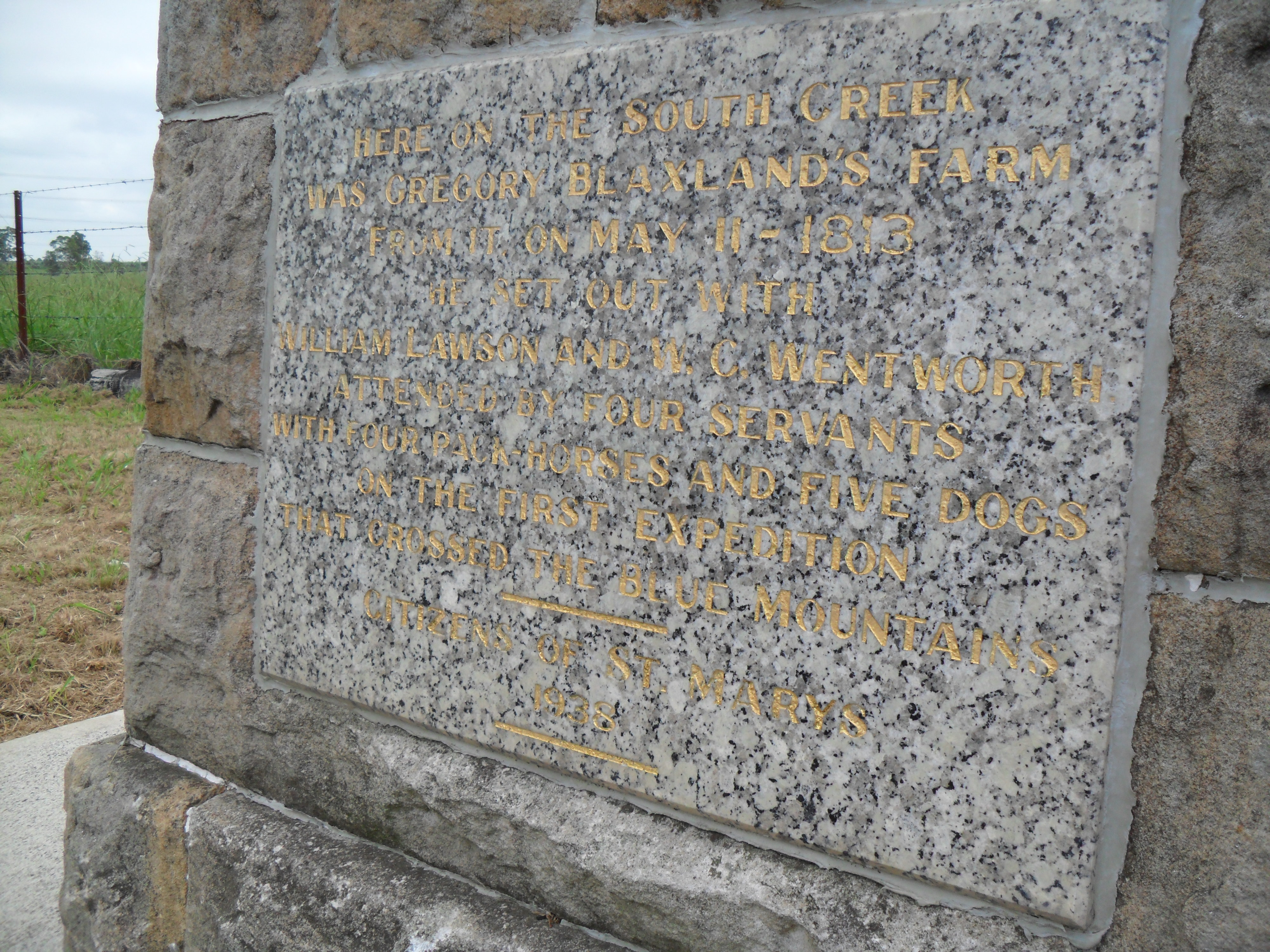
Monumento a Blaxland, Wentworth y Lawson, en Luddenham Road

- El municipio deBlaxland en las Montañas Azules lleva su nombre, al igual que la  División Electoral Australiana de Blaxland.
- Blaxland Creek, que corre cerca de su concesión de tierras en el oeste de Sídney.
- Las avenidas Gregory, Blaxland, Lawson y Wentworth e encuentran en el suburbio de Frankston en Melbourne, donde  atraviesa la Blaxland Avenue Reserve.[13]
- Blaxland Road
  - Eastwood
  - Wentworth Falls

En 1963 fue honrado, junto con Lawson y Wentworth, en un sello emitido por Australia Post que representa el cruce de las Montañas Azules..